# Луньгінський Майдан
Лу́ньгінський Майда́н (рос. Луньгинский Майдан, ерз. Луньгинский Майдан) — село у складі Ардатовського району Мордовії, Росія. Адміністративний центр Луньгінсько-Майданського сільського поселення.

## Населення
Населення — 279 осіб (2010; 337 у 2002).
Національний склад (станом на 2002 рік):
- росіяни — 92 %